# Class of service
Class of Service (CoS) is een methode om aan IP-pakketten kenbaar te maken met welke prioriteit ze in het netwerk behandeld moeten worden. Binnen de IP-header wordt hier het TOS-veld voor gebruikt. Routers in het pad naar de eindbestemming moeten deze manier wel ondersteunen en tevens moet de applicatie/hardware in staat zijn het TOS veld op de juiste prioriteit te zetten.